# Palacio de Villahermosa (Madrid)
El palacio de Villahermosa es un gran inmueble de la ciudad española de Madrid, antigua mansión de los duques de Villahermosa. Hoy día alberga el Museo Thyssen-Bornemisza.

## Historia
Situado en la esquina del Paseo del Prado con la Carrera de San Jerónimo, el palacio fue construido y reformado en el siglo XVIII tomando como base varias viviendas de la centuria anterior. 

### Orígenes:sigloXVII
El Paseo del Prado, que hasta el siglo XVI había sido un descampado fuera del casco antiguo de la ciudad, empezó a ponerse de moda entre la nobleza madrileña a raíz de la construcción del Palacio del Buen Retiro (h. 1633-40), donde los reyes celebraban multitudinarios festejos. En su deseo de mantenerse próximas a la familia real, varias familias nobles edificaron palacios y casonas cerca del Buen Retiro, y posteriormente otra circunstancia imprevista relanzó aún más esta zona de Madrid: el Real Alcázar resultó destruido por un incendio en 1734, lo que obligó a que los reyes se instalasen de manera permanente en el Buen Retiro por tres décadas, hasta la inauguración del nuevo Palacio de Oriente en 1764. 

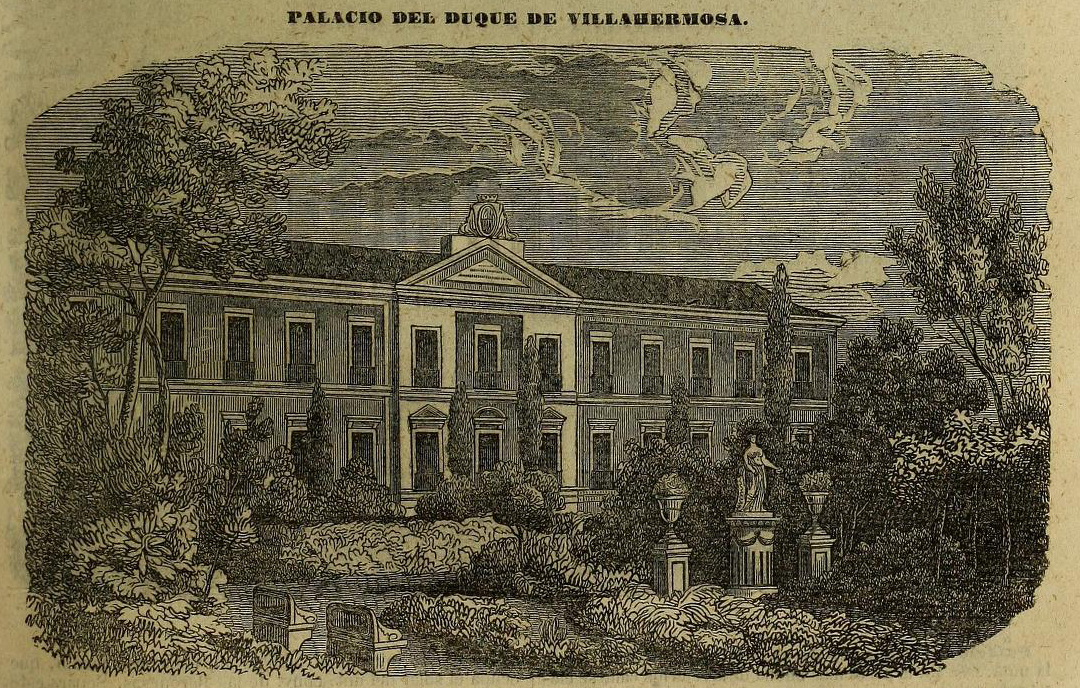
Vista del palacio en el tomo X del Diccionario geográfico-estadístico-histórico de España y sus posesiones de Ultramar de Pascual Madoz, publicado en 1850.

### SigloXVIII
A mediados del siglo XVIII, el solar del actual museo (que incluía varias casas y amplios huertos hasta el actual Banco de España) fue adquirido por la duquesa de Atri, quien se casó en secreto con Alessandro Pico della Mirándola (conocido por "abate Pico"), hijo ilegítimo de la conocida saga italiana. En 1777 la parcela fue adquirida por los duques de Villahermosa. Por aquel entonces el palacio (en realidad un caserón de apenas un piso de altura) suscitaba críticas por su estética rococó pasada de moda; sus fachadas lucían recargadas molduras en puertas y ventanas. Hacia 1783 sufrió una primera reforma: el duque ordenó eliminar tales adornos, agrandar ventanas y balcones, enlucir los muros, y adosó un pequeño pórtico con columnas a la puerta de la Carrera de San Jerónimo. Este elemento subsiste a día de hoy.

### Siglo XIX: esplendor
Su aspecto actual, con tres plantas y fachadas de ladrillo y granito, recuerda al vecino Museo del Prado y responde a otra remodelación en estilo Neoclásico abordada en 1805. El arquitecto responsable fue Antonio López Aguado, discípulo de Juan de Villanueva, quien realizó las obras por encargo de María Manuela Pignatelli y Gonzaga, viuda del XI duque de Villahermosa, Juan Pablo de Aragón-Azlor. De hecho, el palacio toma su nombre debido a que era la residencia madrileña del duque. 
Como curiosidad histórica, es el inmueble donde el Duque de Angulema residió al llegar a Madrid en 1823 al frente de los Cien Mil Hijos de San Luis.
A mediados del siglo XIX Villahermosa fue una de las residencias más ilustres de Madrid, escenario de sonadas fiestas y veladas culturales. El pianista y compositor Franz Liszt tocó el piano en uno de sus salones en 1844 (según atestigua una placa colocada en su fachada de la Carrera de San Jerónimo), y en el decenio 1846-56 los duques alquilaron la primera planta del edificio como sede del Liceo Artístico y Literario de Madrid, fundado en 1837 por José Fernández de la Vega (1803-1851). 

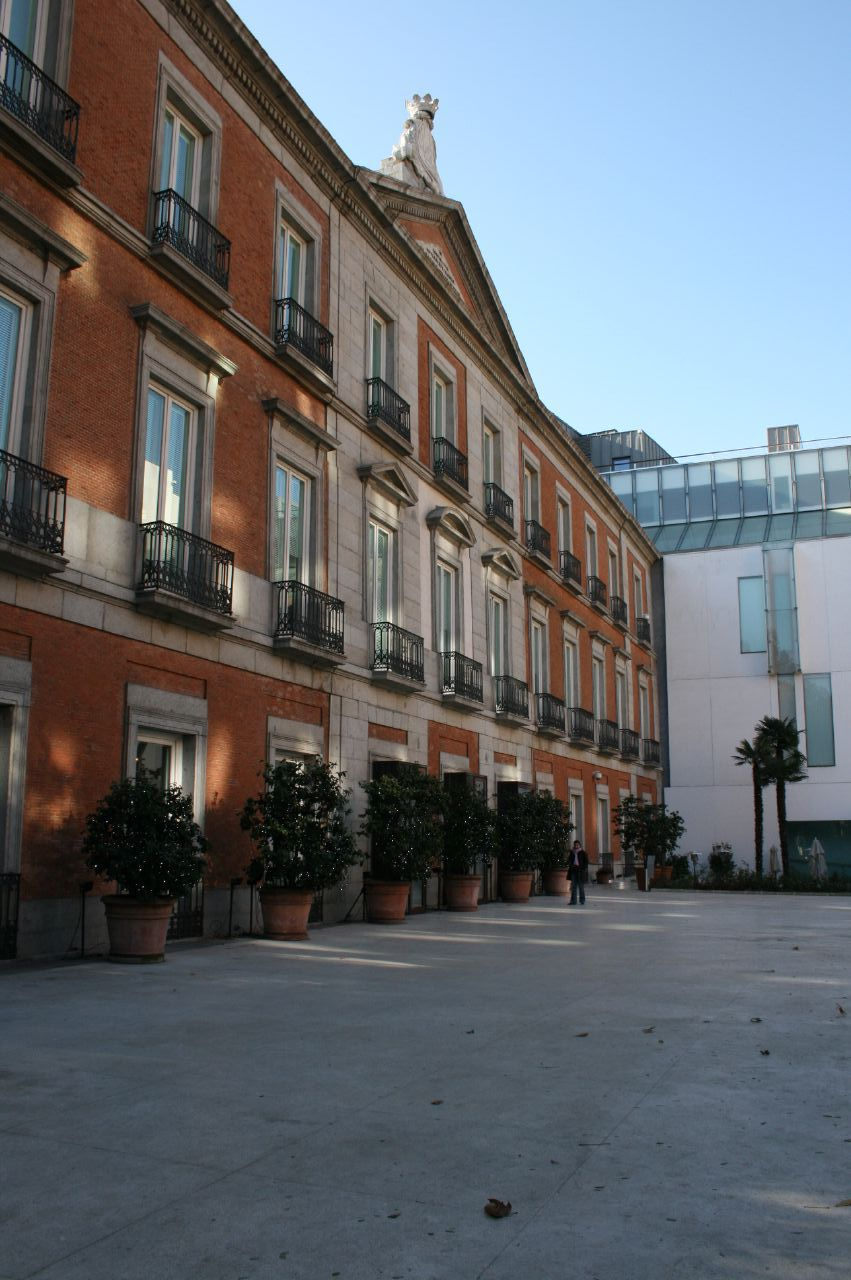
Fachada norte del palacio, con el escudo de los Villahermosa en lo alto. A la derecha se aprecia la ampliación, con nueva fachada de gusto minimalista, inaugurada en 2004.

### 1973: sede bancaria
El palacio conservó sus lujosos interiores, que incluían un gran salón de baile y capilla privada, hasta bien entrado el siglo XX; de hecho en 1966 merecieron un reportaje fotográfico en la revista Blanco y Negro. Pero en 1973 todo ello se perdió: Villahermosa fue comprado por la banca López Quesada, los nobles espacios se convirtieron en oficinas, y el tejado se modificó para ganar altura en las buhardillas. 

### 1984-89: subsede del Prado
Tras la quiebra del banco, en 1980 el edificio pasó a manos del Estado español, y en 1984 se adscribió al Museo del Prado como sede complementaria para albergar exposiciones temporales. Para ello sufrió una ligera remodelación en la planta baja. Las últimas grandes exhibiciones que acogió fueron Goya y el espíritu de la Ilustración (1988) y Obras maestras de la Colección Masaveu, ya a principios de 1989.

### 1990-92: reforma como Museo Thyssen
A raíz de las negociaciones con el barón Thyssen para exhibir su colección privada en Madrid, el Gobierno español decidió ofrecer el Palacio de Villahermosa como sede. Tal propuesta fue una baza clave para el éxito del acuerdo, ya que otras ciudades europeas (como Londres) habían ofrecido ubicaciones menos céntricas que no agradaban al barón. Él buscaba un edificio distinguido en un lugar privilegiado y con gran flujo turístico, lo que cuadraba con este palacio, con vistas a la Plaza de Neptuno y cercano a los grandes museos nacionales de la capital. Tristemente, ceder Villahermosa como sede del Museo Thyssen-Bornemisza implicó despojar al Prado de espacios adicionales que le eran muy necesarios; una deficiencia que dicho museo no resolvería hasta casi 20 años después mediante la ampliación al claustro de los Jerónimos. 
La rehabilitación del Palacio de Villahermosa como museo fue diseñada por el famoso arquitecto tudelano Rafael Moneo y las obras se efectuaron con rapidez: la primera piedra se puso en marzo de 1990 y en cuestión de un año el bloque se vació hasta los cimientos y se reconstruyó entero, respetando apenas las fachadas. Ya en 1991 se trabajaba en los acabados, de modo que el edificio ya terminado se presentó a los medios de comunicación en mayo de 1992, si bien la inauguración del museo con las pinturas ya colgadas se demoró hasta octubre del mismo año. El traslado de las más de 700 obras de los barones Thyssen, repartidas por sus mansiones en Lugano (Villa Favorita), Reino Unido y otros países implicó una compleja logística y fue considerado el mayor movimiento de piezas artísticas efectuado en Europa desde la Segunda Guerra Mundial.

### 2004: ampliación
En 2004, se sumaron a Villahermosa dos edificios colindantes antaño pertenecientes a la familia Goyeneche, a modo de ampliación destinada en su mayor parte a albergar exposiciones temporales y la colección Carmen Thyssen-Bornemisza. Estos edificios mantienen externamente una estética diferenciada, de línea moderna, pero sus interiores siguen la ambientación del edificio principal.

## Descripción
El edificio consta de tres plantas y combina armónicamente en la fachada la piedra y ladrillo visto, siguiendo el precedente del Museo del Prado. Un pequeño pórtico dórico enmarca su entrada orientada a la Carrera de San Jerónimo, actualmente precintada al haberse elegido como acceso único el de la fachada opuesta, que cuenta con un jardín cerrado más adecuado para recibir a los visitantes.
Aunque por largo tiempo se pensó lo contrario, la fachada principal del palacio fue siempre, desde su origen, la que da a los jardines, que luce en su cornisa el escudo familiar. No pudo elegirse como fachada principal la que da a la Carrera de San Jerónimo, por estar enfrente el palacio de los duques de Medinaceli (donde hoy se halla el Hotel Palace), un linaje que por su origen real tenía el privilegio de ostentar su escudo sin ninguno enfrente.  
En el frontispicio de la fachada principal (la que da a los jardines), aún se conserva el nombre de la Duquesa (María Pilar Azlor de Aragón y Guillamas).